# Starbacicha-Gajówka
Starbacicha-Gajówka – dawna część miasta Skierniewice, położona na jego północnych rubieżach. Osiedle graniczy ze Starbacichą.
Osiedle charakteryzuje się wyłącznie zabudową jednorodzinną. 
Nazwę zniesiono z 2023 r.